# Хаиме Лоренте
Хаиме Лоренте Лопез (рођен 12. децембра 1991), шпански је глумац. Најпознатији је по улогама Данијела "Денвера" Рамоса у Кућа од папира и Фернанда "Нано" Гарсије Домингеза у Елитној школи.

## Рани живот
Има старију сестру по имену Хулија. Уписао је глуму и школовао се у La Escuela Superior de Arte Dramático и магистрирао на напредним студијама на УНИР-у. Похађао је часове савременог плеса, али одувек је волео глуму. Био је у вези са глумицом Маријом Педраза.

## Каријера
Лоренте је глумио у позоришној представи Equus, за коју је освојио награду за најбољег глумца у првом издању награда María Jesús Sirvent Awards. Такође је глумио у позоришним представама попут El Público, La Vengadora de Las Mujeres, El Secreto a Voces and De Fuera Vendrá.
2016. године Лоренте је почео да глуми у серији El secreto de Puente Viejo као Елијас Мато. 2017. глумио је „Денвера“ у хит ТВ серији Кућа од папира,  за коју је номинован за награду „Најбољи споредни глумац на телевизији“ од Уније шпанских глумаца. 2018. је глумио „Нана“ у Нетфликсовој серији Елитна школа. 2020. године Лоренте глуми Родрига Диаза де Вивара у El Cid.
Поред глуме, Лоренте је објавио књигу под насловом  A propósito de tu boca, збирку песама коју је почео писати у средњој школи.

## Филмографија

### Филм
| Година објављивања | Назив (оригинал)                           | Улога  | Напомена    |
| ------------------ | ------------------------------------------ | ------ | ----------- |
| 2016               | Historias románticas (un poco) cabronas    | David  |             |
| 2018               | Everybody Knows                            | Luis   |             |
| 2018               | Gun City                                   | León   |             |
| 2018               | Bedspread                                  | Fran   | Кратак филм |
| 2019               | ¿A quién te llevarías a una isla desierta? | Marcos |             |
| 2023               | Тин и Тина                                 | Адолфо |             |

### Телевизија
| Година објављивања | Назив (оригинал)           | Улога                            | Напомене                  |
| ------------------ | -------------------------- | -------------------------------- | ------------------------- |
| 2016               | El secreto de Puente Viejo | Elías Mato                       | 27 епизода                |
| 2017–              | Money Heist                | Daniel Ramos (Denver)            | Главна улога              |
| 2018–2020          | Élite                      | Fernando "Nano" García Domínguez | Главна улога (сезоне 1–2) |
| 2020               | El Cid                     | Rodrigo Díaz de Vivar "El Cid"   | Главна улога              |

### Награде и номинације
| Година | Награда                        | Категорија                            | Рад            | Резултат  |
| ------ | ------------------------------ | ------------------------------------- | -------------- | --------- |
| 2018   | Награда Уније шпанских глумаца | Најбољи споредни глумац на телевизији | Кућа од папира | Номинован |
| 2019   | Награда Уније шпанских глумаца | Најбољи споредни глумац на телевизији | Кућа од папира | Номинован |